# Татаринов, Герман Алексеевич
Ге́рман Алексе́евич Тата́ринов (26 сентября 1925, Старые Кресты, Ярославская губерния, СССР — 3 августа 2006, Санкт-Петербург, Российская Федерация) — советский художник, живописец, график, Заслуженный художник Российской Федерации, член Санкт-Петербургского Союза художников (до 1992 года — Ленинградской организации Союза художников РСФСР).

## Биография
Татаринов Герман Алексеевич родился 26 сентября 1925 года в деревне Старые Кресты Ярославской губернии. В 1930 году семья переезжает на постоянное место жительства в город Мышкин, ныне Ярославской области.
В 1942 году Татаринов был призван в армию, участвовал в боях под Сталинградом, на Дальнем Востоке. Награждён орденом Красной Звезды, медалями «За победу над Японией», «За победу над Германией».
В 1952 году окончил ленинградское Военно-морское политическое училище имени А. Жданова. В 1953 году поступил на заочное отделение московского полиграфического института, который окончил в 1961 году по мастерской Геннадия Епифанова. В 1961 уволился в запас и поступил на работу художником в Комбинат живописно-оформительского искусства ленинградского отделения Художественного фонда РСФСР.
С 1967 года участвовал в выставках, экспонируя свои работы вместе с произведениями ведущих мастеров изобразительного искусства Ленинграда. В 1972 был принят в члены Ленинградского Союза художников. Писал пейзажи, натюрморты, жанровые композиции, этюды с натуры. Преимущественно работал в жанре ландшафтного пейзажа. Колорит работ сдержанный, строится на отношениях зелёных и охристых тонов. Манерой и композиционно тяготел к натурному письму и панорамным сюжетам с широким охватом пространства, с последовательно читаемыми планами, при сохранении конструктивной роли рисунка. Автор картин «Весна в Старой Ладоге», «Псковщина» (обе 1959), «Стожок» (1960), «Весенний день в Старой Ладоге», «Весна в деревне Чернавино», «Утро», «Ветрено» (все 1961), «Дворик» (1966), «Золотая осень», «Тёмная вода», «Новая окраина» (все 1968), «Апрельский денёк» (1969), «Весенний Волхов», «Вечер», «Апрельский ручей», «Черёмуха расцвела», «Летом» (все 1970), «Погожие деньки» (1971), «Выпал снег» (1972), «Зазеленело. Овраг» (1973), «Стожок» (1976), «Дни юного мая» (1977), «Мелодия осени» (1978), «Весна пришла», «Дворик в деревне Гребло», «После дождя», «Вечерний пал туман» (все 1980), «Деревня Гребло» (1981), «Вечерний водоём» (1993), «Золотая осень» (1999) и др.
Персональные выставки в Ленинграде (1975) и Мышкине (1999). Действительный член Петровской Академии наук и искусств. В 2000 году Герман Татаринов был удостоен почётного звания Заслуженный художник Российской Федерации. При жизни 246 работ подарил Мышкинской картинной галерее.
Скончался 3 августа 2006 года в Санкт-Петербурге на 81-м году жизни.
Произведения Г. А. Татаринова находятся в музеях и частных собраниях в России, Японии, Великобритании, США и других странах.

## Выставки
- 1968 год (Ленинград): Осенняя выставка произведений ленинградских художников.
- 1969 год (Ленинград): Весенняя выставка произведений ленинградских художников.
- 1972 год (Ленинград): По Родной стране. Выставка произведений ленинградских художников.
- 1973 год (Ленинград): Осенняя выставка произведений ленинградских художников.
- 1974 год (Ленинград): Весенняя выставка произведений ленинградских художников.
- 1977 год (Ленинград): Выставка произведений ленинградских художников, посвящённая 60-летию Великого Октября.
- 1978 год (Ленинград): Выставка произведений художников - ветеранов Великой Отечественной войны.
- 1978 год (Ленинград): Осенняя выставка произведений ленинградских художников.
- 1980 год (Ленинград): Зональная выставка произведений ленинградских художников.
- 1981 год (Ленинград): Выставка произведений художников - ветеранов Великой Отечественной войны и других ленинградских живописцев.
- 1987 год (Ленинград): Выставка произведений художников - ветеранов Великой Отечественной войны.
- 1993 год (Петербург): Выставка произведений художников - участников Великой Отечественной войны Санкт-Петербургского Союза художников России.
- 1994 год (Петербург): Этюд в творчестве ленинградских художников 1940-1980 годов.
- 1995 года (Петербург): Лирика в произведениях художников военного поколения. Живопись. Графика.
- 1996 год (Петербург): Живопись 1940-1990 годов. Ленинградская школа.
- 1997 год (Петербург): Связь времён. 1932—1997. Художники — члены Санкт-Петербургского Союза художников России.